# Пунтус, Александр Антонович
Александр Антонович Пунтус (бел. Аляксандр Антонавіч Пунтус; 22 января 1948 года — 20 октября 1980 года) — советский деятель спецслужб, офицер спецподразделений «Зенит» и «Каскад» КГБ СССР, участник спецоперации «Байкал-79» за участие в которой был удостоен ордена Красного Знамени. В 1980 году погиб в ходе выполнения спецзадание в тылу противника в бою с афганскими моджахедами в период Афганской войны, посмертно награждён вторым орденом Красного Знамени.

## Биография
Родился 22 января 1948 года в городе Осиповичи Могилёвской области Белорусской ССР.
С 1969 года после окончания факультета иностранных языков Минского государственного педагогического института имени М. Горького работал в должности переводчика в составе Брестского отделения «Интурист». С 1970 по 1972 год служил срочную военную службу в рядах Советской армии. В 1973 году направлен на службу в органы госбезопасности, служил в качестве оперуполномоченного КГБ Белорусской ССР по Брестской области.
В 1979 году окончил Курсы усовершенствования офицерского состава КГБ СССР, где проходил подготовку к действиям в особый период в составе оперативно-боевых групп на территории или в глубоком тылу противника. В 1979 году в качестве офицера ОСпН спецрезерва «Зенит» КГБ был направлен в Афганистан, где 27 декабря был участником операции по захвату правительственных учреждений в Кабуле (операция «Байкал-79»). Под командованием А. А. Пунтуса спецгруппа из девяти офицеров ОСпН «Зенит» КГБ, взвода десантников и двух бойцов ГСН «Альфа» КГБ (А. И. Мирошниченко и В. А. Тарасенко), в течение двадцати минут штурмом и без потерь среди личного состава овладели зданием Центрального телеграфа в Кабуле. В 1979 году Указом Президиума Верховного Совета СССР за участие и отличие в этой операции был награждён орденом Красного Знамени.
В 1980 году вновь направлен в Афганистан в составе оперативного отряда «Урал» ОРБО «Каскад» КГБ СССР, участник многочисленных спецопераций в Кабуле и его пригородах. 20 октября 1980 года А. А. Пунтус в составе оперативно-боевой группы, которая состояла из офицеров ОРБО «Каскад» КГБ СССР и ОСпН «Кобальт» МВД СССР, выполняла специальное задание в тылу противника по очистке от моджахедов окрестностей Кабула и операции по ликвидации бандформирования Ахмад Шах Масуда в районе местечка Шиваки. При следовании по маршруту у кишлака Шиваки в пригороде Кабула, оперативно-боевая группа в состав которой входил А. А. Пунтус попала в засаду, устроенную моджахедами в ущелье у этого кишлака. В ходе неравного боя погиб А. А. Пунтус и четыре офицера ОРБО «Каскад» КГБ СССР (В. П. Кузьмин, А. П. Гриболев, Ю. А. Чечков и А. А. Петрунин), а так же два офицера ОСпН «Кобальт» МВД СССР (В. В. Юртов и П. В. Русаков), в живых остался только офицер ОСпН «Кобальт» МВД СССР М. И. Исаков (получивший звание Герой Советского Союза). В 1980 году Указом Президиума Верховного Совета СССР А. А. Пантус был награждён вторым орденом Красного Знамени (посмертно). По воспоминаниям очевидцев этого боя:

 А. А. Пунтус сражался ожесточенно и отчаянно, до последнего… Вёл бой на главном направлении. При сдерживании душманов принял огонь на себя. Проявил жертвенность, прикрывая собой отход бойцов группы. В магазине его автомата остался только один патрон. В Пунтуса стреляли даже в мёртвого. Всего у него насчитали шестнадцать пулевых ранений. Душманы успели снять с него ботинки. Большего им ничего не удалось сделать, этого не позволил им сделать Михаил Исаков, не давая душманам добить раненых и надругаться над телами погибших…У Александра Пунтуса с собой был секретный пистолет для бесшумной стрельбы, который он прикрыл своим боком, будучи смертельно раненным. Душманы не обнаружили его, и позже пистолет в окровавленной кобуре был передан командованию.
Похоронен на Гарнизонном кладбище в городе Брест, рядом с Юрием Чечковым.

## Награды
- два ордена Красного Знамени (1979, 1980 — посмертно)[3][4][5][6][7]

## Память
- Имя Пунтуса было выбито на Памятнике воинам-интернационалистам установленном на Поклонной горе в парке Победы города Москвы[1]
- Имя Пунтуса было выбито на плите мемориального комплекса «Сынам Отчизны, которые погибли за её пределами» на Острове Мужества и Скорби в Минске[1]
- В 2000 году в Минской средней школе № 66 по улице Широкой, дом 30 был создан музей памяти воинов-интернационалистов Советского района, где собраны материалы о капитане А. А. Пунтусе[1]